# Wilfred Noy
Wilfred Noy, nasceu Wilfred Noy Blumberg (24 de dezembro de 1883 – 29 de março de 1948 (64 anos) foi um diretor, ator, produtor e roteirista britânico da era do cinema mudo. Natural de South Kensington, Londres, Inglaterra, ele dirigiu 89 filmes entre 1910 e 1936. Também atuou como ator em 18 filmes entre 1924 e 1939.
Noy faleceu em Worthing, Sussex, Inglaterra.

## Filmografia selecionada
- It's Always the Woman (1916)
- Asthore (1917)
- The Face at the Window (1920)
- Paddy the Next Best Thing (1923)
- The Substitute Wife (1925)
- The Midnight Girl (1925)
- Lilies of the Field (1930)
- Menace (1934)
- Annie Laurie (1936)
- Melody of My Heart (1937)